# Yerlan Serikzhanov
Yerlan Serikzhanov (en russe : Ерлан Серикжанов ; né le 12 février 1995) est un judoka kazakh.
Il participe aux Championnats du monde 2018 où il termine 2e dans la catégorie des moins de 66 kg.